# فینال جام حذفی فوتبال ایتالیا ۲۰۰۲
فینال جام حذفی فوتبال ایتالیا ۲۰۰۲ پنجاه و پنجمین فصل از رقابت‌های کوپا ایتالیا بود. این مسابقه بین یوونتوس و پارما برگزار شد. در نهایت این باشگاه فوتبال پارما بود که بر اساس قانون گل زده در خانه حریف برای سومین بار قهرمان کوپا ایتالیا شد.